# Volvo Ocean Race 2017-2018
Navigation
2014-2015 2022-2023
La Volvo Ocean Race 2017-18 était la 13e édition de la Volvo Ocean Race, course autour du monde. Elle est partie d'Alicante, en Espagne et s'est conclue à la Haye aux Pays-Bas.
Volvo a apporté nombre de changements à cette édition. Les marins pouvaient utiliser les réseaux sociaux pour communiquer, un ratio hommes/femmes a été introduit, les reporters à bord faisaient des rotations entre équipes, un nouveau système de score a été utilisé, les voiliers étaient équipés d'hydro-générateurs, et toutes les équipes ont participé à la course du Fastnet.
Durant la 7ème étape, John Fisher, 47 ans, marin anglais vivant à Adélaïde (Australie) passa par-dessus bord de Sun Hung Kai/Scallywag et fut perdu 1400 milles à l'ouest du Cap Horn.

## Voiliers
Pour la deuxième édition consécutive la course s'est courue sur les monotypes Volvo Ocean 65. Ce voilier, conçu par Farr Yacht Design, est une alternative plus économique et plus sûre que le précédent et cher Volvo Open 70.
Tous les Volvo 65 ont entrepris des rénovations et réparations par le chantier naval, afin que tous les voiliers soient identiques. Ces opérations se sont élevées à environ 1 million d'euros.

## Participants
Malgré un huitième bateau construit pour cette édition, seules sept équipes étaient au départ de cette édition, comme lors de la précédente.
| Team                        | Skipper            |
| --------------------------- | ------------------ |
| Team AkzoNobel              | Simeon Tienpont    |
| Dongfeng Race Team (en)     | Charles Caudrelier |
| MAPFRE                      | Xabi Fernández     |
| Vestas 11th Hour Racing     | Charlie Enright    |
| Team Sun Hung Kai/Scallywag | David Witt         |
| Turn the Tide on Plastic    | Dee Caffari        |
| Team Brunel                 | Bouwe Bekking      |

Le skipper Simeon Tienpont a été remercié par l'équipe AkzoNobel le 13 octobre, un jour avant le départ de la première régate portuaire et remplacé par Brad Jackson. Deux heures avant le départ de l'étape 1, Tienpont a été réintégré par un comité arbitral.

## Étapes
Le parcours complet de cette édition a été annoncé en juin 2016, avec l'ajout de Melbourne en janvier 2017. Cette édition incluait une "étape 0", un ensemble de quatre courses dont la Round the Island Race et la course du Fastnet.
| Evenement              | Départ               | Arrivée              | Départ    | Arrivée   | Distance  |
| ---------------------- | -------------------- | -------------------- | --------- | --------- | --------- |
| Régate portuaire       | 14 octobre 2017      | 14 octobre 2017      | Alicante  | Alicante  | Alicante  |
| Etape 1                | 22 octobre 2017      | 28 octobre           | Alicante  | Lisbonne  | 1,650 nm  |
| Régate portuaire       | 3 novembre 2017      | 3 novembre 2017      | Lisbonne  | Lisbonne  | Lisbonne  |
| Etape 2                | 5 novembre 2017      | 24 novembre          | Lisbonne  | Le Cap    | 7,000 nm  |
| Régate portuaire       | 8 décembre 2017      | 8 décembre 2017      | Le Cap    | Le Cap    | Le Cap    |
| Etape 3                | 10 décembre 2017     | 27 décembre          | Le Cap    | Melbourne | 6,500 nm  |
| Etape 4                | 2 janvier 2018       | 19 janvier           | Melbourne | Hong Kong | 6,000 nm  |
| Régate portuaire       | 27 & 28 janvier 2018 | 27 & 28 janvier 2018 | Hong Kong | Hong Kong | Hong Kong |
| Etape 5 (pas de score) | 1er février 2018     | 1er février 2018     | Hong Kong | Guangzhou | 100 nm    |
| Régate portuaire       | 3 février 2018       | 3 février 2018       | Guangzhou | Guangzhou | Guangzhou |
| Etape 5 (pas de score) | 5 février 2018       | 5 février 2018       | Guangzhou | Hong Kong | 100 nm    |
| Etape 6                | 7 février 2018       | 27 février 2018      | Hong Kong | Auckland  | 5,600 nm  |
| Régate portuaire       | 10 mars 2018         | 10 mars 2018         | Auckland  | Auckland  | Auckland  |
| Etape 7                | 18 mars 2018         | 3 avril 2018         | Auckland  | Itajaí    | 7,500 nm  |
| Régate portuaire       | 20 avril 2018        | 20 avril 2018        | Itajaí    | Itajaí    | Itajaí    |
| Etape 8                | 22 avril 2018        | 8 mai 2018           | Itajaí    | Newport   | 5,500 nm  |
| Régate portuaire       | 19 mai 2018          | 19 mai 2018          | Newport   | Newport   | Newport   |
| Etape 9                | 20 mai 2018          | 29 mai 2018          | Newport   | Cardiff   | 3,300 nm  |
| Régate portuaire       | 8 juin 2018          | 8 juin 2018          | Cardiff   | Cardiff   | Cardiff   |
| Etape 10               | 10 juin 2018         | 14 juin 2018         | Cardiff   | Göteborg  | 1,230 nm  |
| Régate portuaire       | 17 juin 2018         | 17 juin 2018         | Göteborg  | Göteborg  | Göteborg  |
| Etape 11               | 21 juin 2018         | 24 June 2018         | Göteborg  | La Haye   | 520 nm    |
| Régate portuaire       | 30 juin 2018         | 30 juin 2018         | La Haye   | La Haye   | La Haye   |

## Résultats
Contrairement à l'édition précédente, le score était basé sur un système de points, avec le gagnant de chaque étape qui remportait 1 point de bonus (7+1 points pour le vainqueur, 6 pour le deuxième, 5 pour le troisième...). Les grandes étapes transocéaniques de Cape Town à Melbourne et celle d'Auckland à Itajai, ainsi que l'étape de Newport à Cardiff comptaient double. Il y avait un point bonus pour l'équipe qui passerait le premier le Cap Horn. Un point supplémentaire était accordé à l'équipe qui totalisait le meilleur temps global, toutes étapes confondues. Les régates portuaires ne comptaient pas directement dans le classement mais permettaient de départager les vainqueurs en cas d'égalité à l'issue de la dernière étape.

### Classement
Le vainqueur de l'édition 2017-2018 est l'équipe de Charles Caudrelier à bord de Dongfeng Race Team (en). Les points attribués, étape par étape, sont les suivants :
|                          | Leg 1 | Leg 2 | Leg 3 | Leg 4 | Leg 5 | Leg 6 | Leg 7 | Leg 8 | Leg 9 | Leg 10 | Leg 11 | Bonus                                     | Total |
| ------------------------ | ----- | ----- | ----- | ----- | ----- | ----- | ----- | ----- | ----- | ------ | ------ | ----------------------------------------- | ----- |
| Dongfeng                 | 5     | 6     | 12    | 6     | 1     | 4     | 12    | 4     | 10    | 4      | 7      | 2 dont 1 point pour meilleur temps global | 73    |
| MAPFRE                   | 6     | 7     | 14    | 4     | 1     | 5     | 6     | 7     | 6     | 6      | 5      | 3                                         | 70    |
| Team Brunel              | 2     | 4     | 8     | 3     | 1     | 2     | 14    | 6     | 14    | 7      | 4      | 4 dont 1 point pour le Cap Horn.          | 69    |
| AkzoNobel                | 4     | 3     | 2     | 5     | 1     | 7     | 10    | 3     | 12    | 5      | 6      | 1                                         | 59    |
| Vestas 11th Hour         | 7     | 5     | 10    | AB*   | NP    | NP    | AB    | 5     | 8     | 2      | 1      | 1                                         | 39    |
| Turn the Tide on Plastic | 1     | 1     | 4     | 2     | 1     | 3     | 8     | 2     | 4     | 3      | 3      | -                                         | 32    |
| Sun Hung Kai/Scallywag   | 3     | 2     | 6     | 7     | 1     | 6     | AB    | 1     | 2     | 1      | 2      | 1                                         | 32    |
| Source:                  |       |       |       |       |       |       |       |       |       |        |        |                                           |       |

- Abandon de l'étape après collision avec un bateau de pêche à 30 miles de l'arrivée à Hong Kong. Le bateau de pêche a été perdu et un pêcheur a succombé à ses blessures.

Cette édition totalise 134 jours de course pour les vainqueurs et 10 jours de régates portuaires.

### Classements des régates portuaires
|                          | Ali | Lis | CT | HK | Gzu | Auc | Ita | NP | Car | Got | DH | Total |
| ------------------------ | --- | --- | -- | -- | --- | --- | --- | -- | --- | --- | -- | ----- |
| MAPFRE                   | 7   | 6   | 6  | 6  | 7   | 5   | 7   | 6  | 6   | 5   | 3  | 64    |
| Dongfeng                 | 6   | 5   | 7  | 7  | 2   | 7   | 5   | 3  | 7   | 1   | 6  | 56    |
| Team Brunel              | 4   | 7   | 2  | 4  | 6   | 3   | 3   | 7  | 5   | 2   | 7  | 50    |
| AkzoNobel                | 2   | 4   | 5  | 5  | 5   | 6   | 6   | 2  | 4   | 6   | 5  | 50    |
| Vestas 11th Hour         | 5   | 3   | 4  | NP | NP  | 4   | 2   | 5  | 3   | 7   | 2  | 35    |
| Turn the Tide on Plastic | 1   | 1   | 3  | 2  | 3   | 1   | 4   | 1  | 1   | 4   | 4  | 25    |
| Sun Hung Kai/Scallywag   | 3   | 2   | 1  | 3  | 4   | 2   | NP  | 4  | 2   | 3   | 1  | 25    |
| Source:                  |     |     |    |    |     |     |     |    |     |     |    |       |